# Hedyosmum

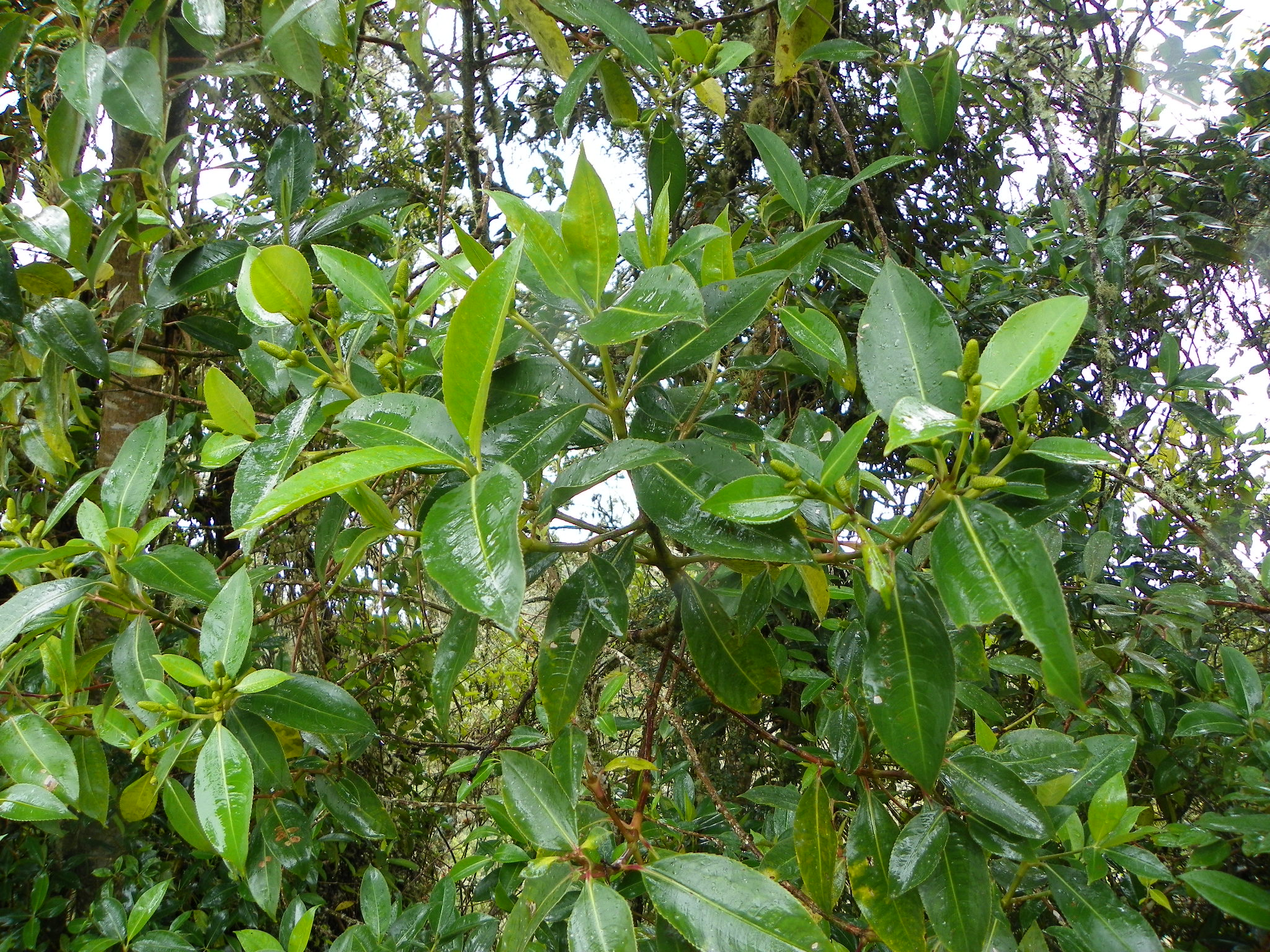
Hedyosmum racemosum

Hedyosmum – rodzaj należący do rodziny zieleńcowatych. Obejmuje około 40–45 gatunków. Najbardziej zróżnicowany jest w tropikach Nowego Świata między Meksykiem i Brazylią. Tylko jeden gatunek (H. orientale) rośnie w południowo-wschodniej Azji, gdzie drzewa i krzewy te rosną w górskich lasach mglistych na rzędnych od 1000 do 3500 m n.p.m. Kwiaty są wiatropylne. Owoce są spożywane przez ptaki rozsiewające w efekcie nasiona.
Niektóre gatunki używane są w ziołolecznictwie, istotne znaczenie ma zwłaszcza H. translucidum o działaniu napotnym.

## Morfologia
PokrójDrzewa, krzewy i półkrzewy rozgałęziające się naprzemianlegle.
LiścieNaprzeciwległe, o ogonkach zrosłych pochwiasto u nasady. Blaszka liściowa zwykle piłkowana.
KwiatyJednopłciowe (rośliny na ogół dwupienne), pachnące, zebrane w kwiatostany szczytowe lub wyrastające w kątach liści. Kwiaty męskie zebrane są w kłosy. Zawierają pojedynczy pręcik z pylnikiem dwukomorowym, równowąskim lub owalnym, z krótkim przydatkiem na szczycie. Kwiaty żeńskie zebrane są w kwiatostany główkowate lub wiechy. Mają trójlistkowy okwiat przylegający do zalążni. Szyjki brak lub bardzo krótka.
OwoceDrobne, kuliste lub owalne, rzadko trójkanciaste pestkowce. Egzokarp mięsisty, endokarp twardy.

## Systematyka
Pozycja systematyczna według APweb (aktualizowany system APG IV z 2016)
Jeden z czterech rodzajów rodziny zieleńcowatych (Chloranthaceae) reprezentującej monotypowy rząd zieleńcowców (Chloranthales), tworzącego klad siostrzany grupy magnoliowych. 
Wykaz gatunków
- Hedyosmum angustifolium (Ruiz & Pav.) Solms
- Hedyosmum anisodorum Todzia
- Hedyosmum arborescens Sw.
- Hedyosmum bonplandianum Kunth
- Hedyosmum brasiliense Mart.
- Hedyosmum brenesii Standl.
- Hedyosmum burgerianum D'Arcy & Liesner
- Hedyosmum colombianum Cuatrec.
- Hedyosmum correanum D'Arcy & Liesner
- Hedyosmum costaricense C.E.Wood ex W.C.Burger
- Hedyosmum crenatum Occhioni
- Hedyosmum cuatrecazanum Occhioni
- Hedyosmum cumbalense H.Karst.
- Hedyosmum dombeyanum Solms
- Hedyosmum domingense Urb.
- Hedyosmum gentryi D'Arcy & Liesner
- Hedyosmum goudotianum Solms
- Hedyosmum grisebachii Solms
- Hedyosmum guaramacalense S.M.Niño & Dorr
- Hedyosmum huascari J.F.Macbr.
- Hedyosmum intermedium Todzia
- Hedyosmum lechleri Solms
- Hedyosmum luteynii Todzia
- Hedyosmum maximum (Kuntze) K.Schum.
- Hedyosmum mexicanum C.Cordem.
- Hedyosmum narinoense Todzia
- Hedyosmum neblinae Todzia
- Hedyosmum nutans Sw.
- Hedyosmum orientale Merr. & Chun
- Hedyosmum parvifolium Cordem. ex Baill.
- Hedyosmum peruvianum Todzia
- Hedyosmum pseudoandromeda Solms
- Hedyosmum pungens Todzia
- Hedyosmum purpurascens Todzia
- Hedyosmum racemosum (Ruiz & Pav.) G.Don
- Hedyosmum scaberrimum Standl.
- Hedyosmum scabrum (Ruiz & Pav.) Solms
- Hedyosmum spectabile Todzia
- Hedyosmum sprucei Solms
- Hedyosmum steinii Todzia
- Hedyosmum strigosum Todzia
- Hedyosmum subintegrum Urb.
- Hedyosmum tepuiense Todzia
- Hedyosmum translucidum Cuatrec.
- Hedyosmum uniflorum Todzia